# بحيرة ديابلو

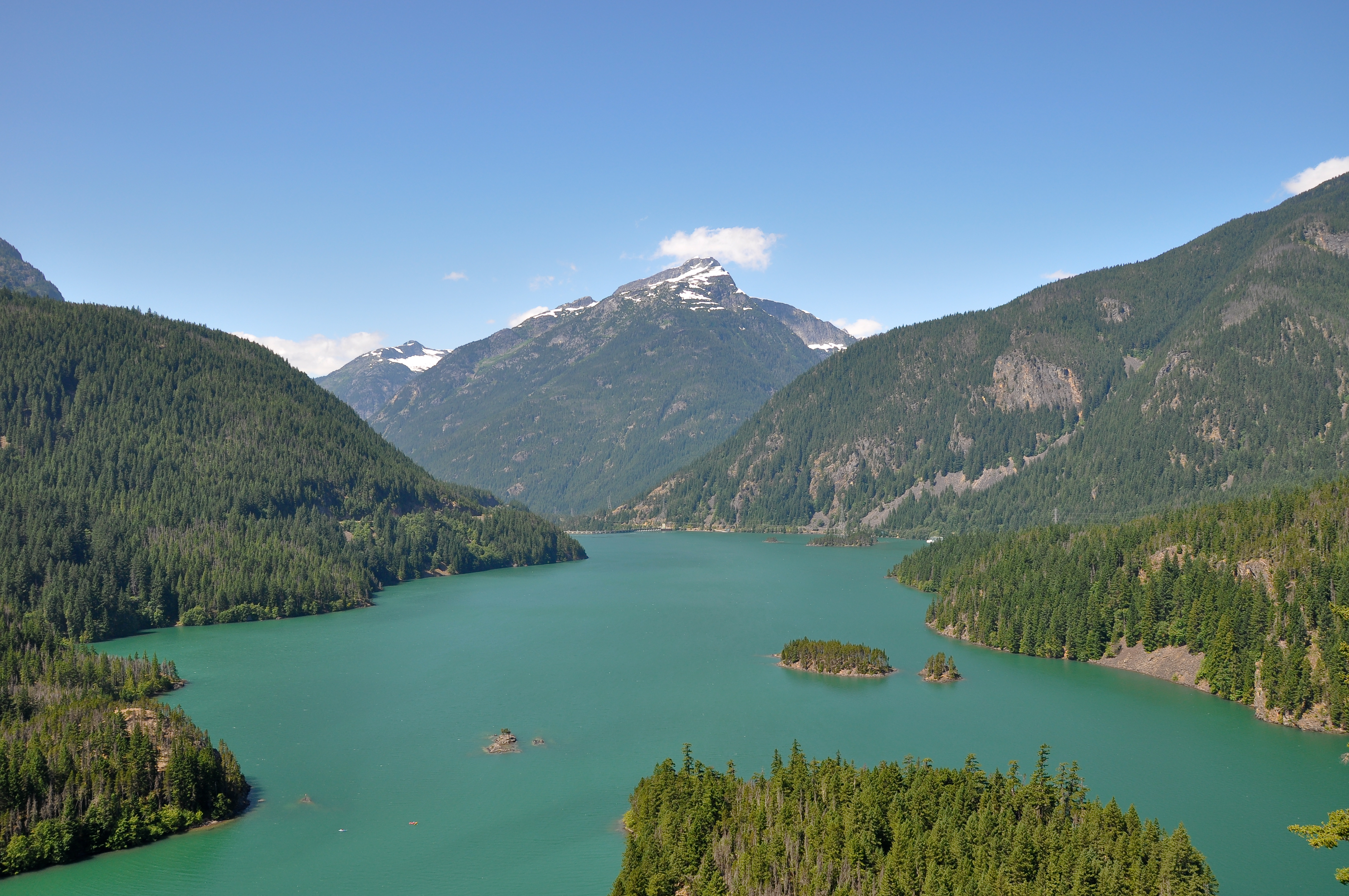

بحيرة ديابلو (بالإنجليزية: Diablo Lake)‏ هي خزان مائي تكونت من تجمع المياه التي حجزها سد ديابلو بعد إنشاءه. وتقع في نورث كاسكيدز في ولاية واشنطن في الولايات المتحدة. وهي على ارتفاع 1,201 قدم (366 م) فوق مستوى سطح البحر.